# گلادیاتور (فیلم ۱۹۳۸)
گلادیاتور (انگلیسی: The Gladiator) یک فیلم به کارگردانی ادوارد سجویک است که در سال ۱۹۳۸ منتشر شد. از بازیگران آن می‌توان به جو ای براون و جون تراویز اشاره کرد.